# Nyceryx riscus
Nyceryx riscus is een vlinder uit de familie van de pijlstaarten (Sphingidae). De wetenschappelijke naam van de soort werd in 1890 gepubliceerd door William Schaus.

## Beschrijving

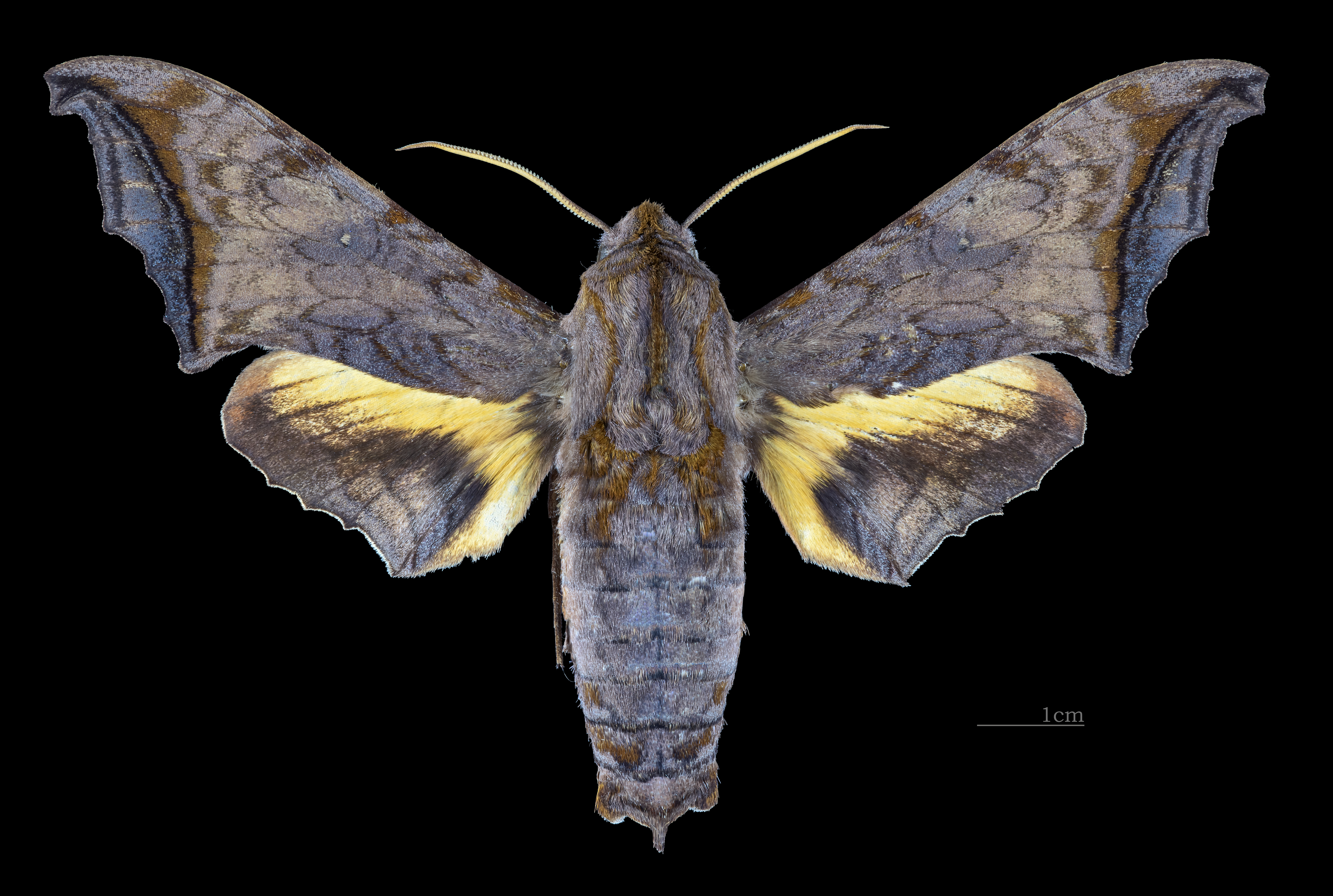
Nyceryx riscus ♂
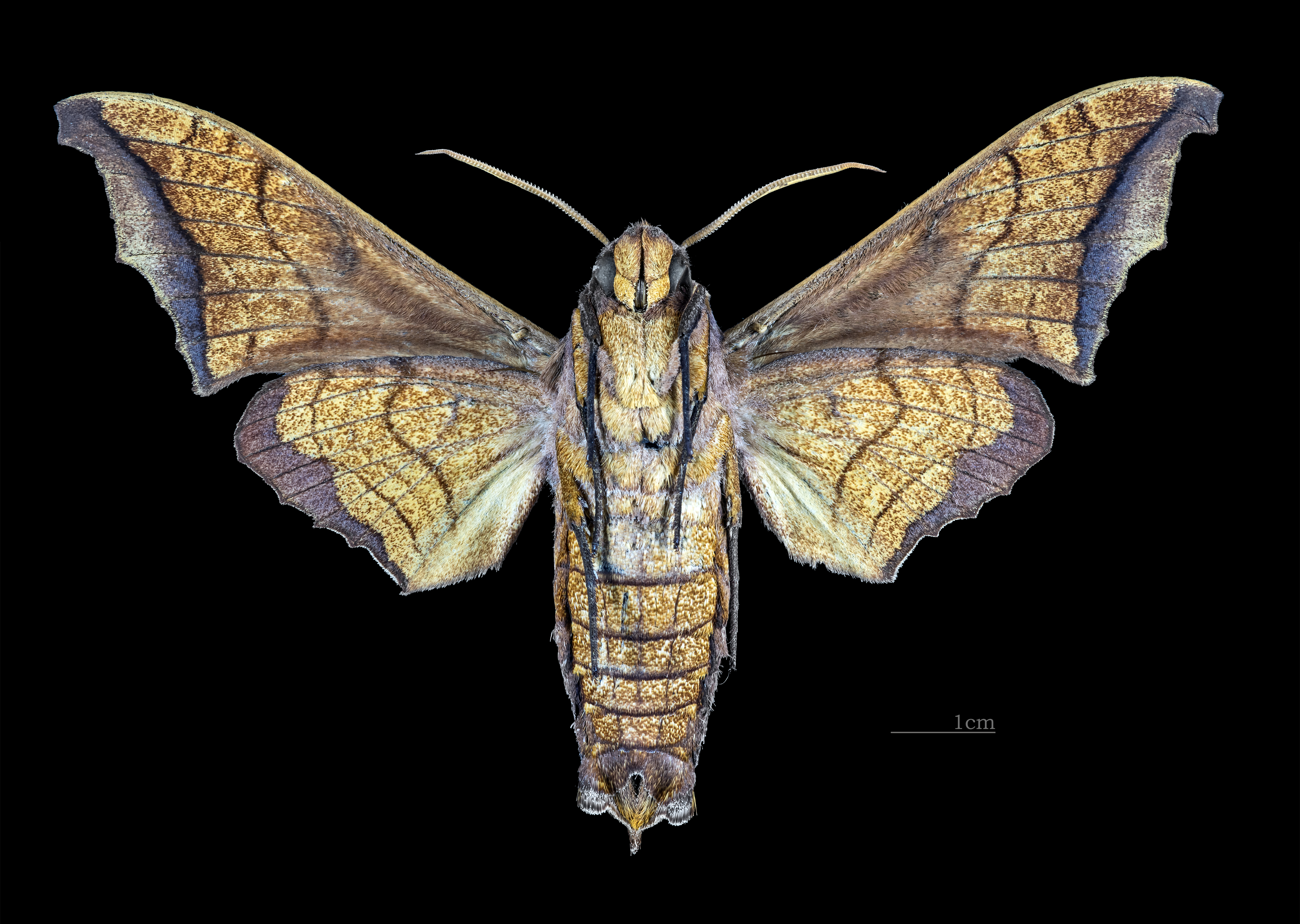
Nyceryx riscus ♂   △
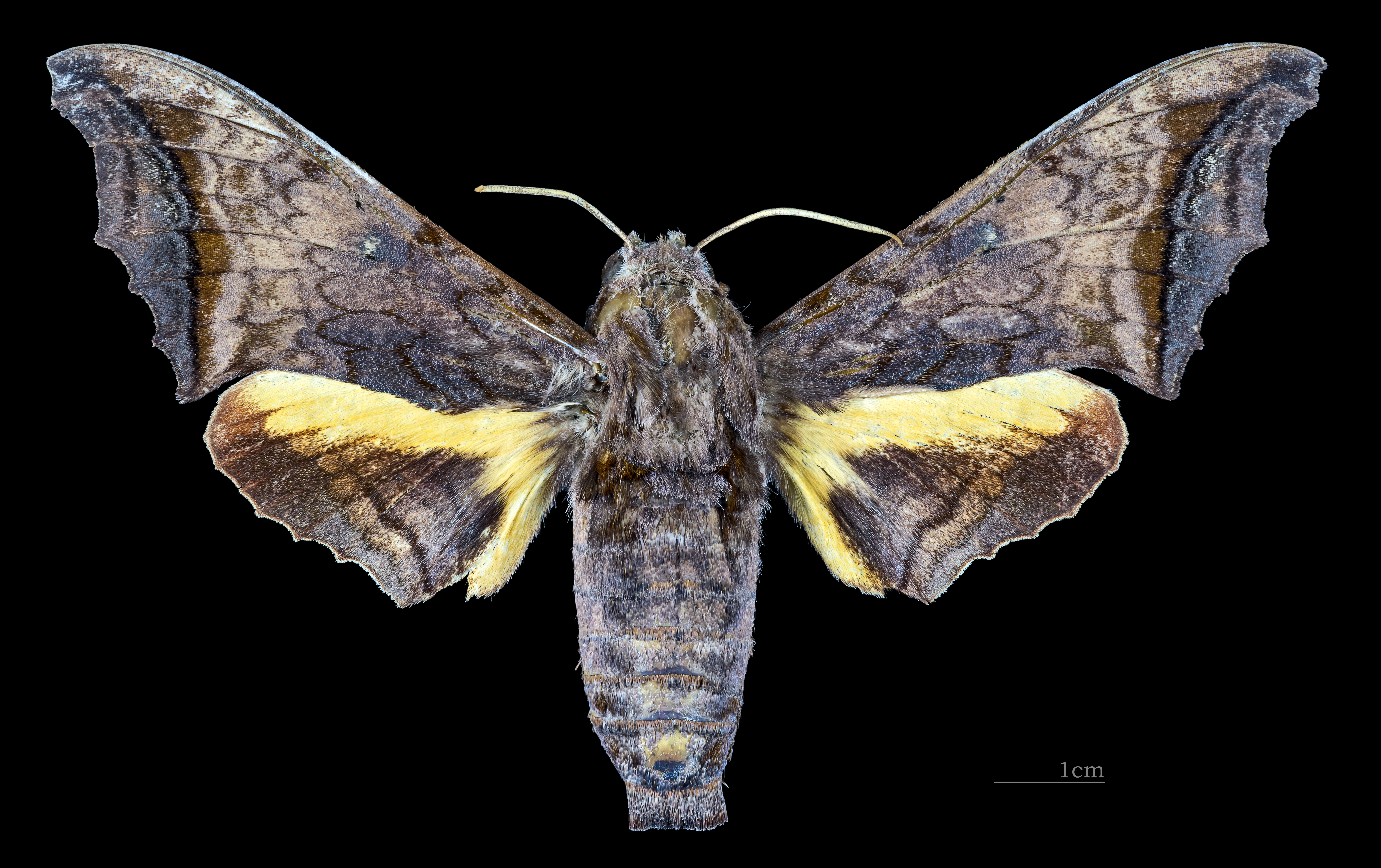
Nyceryx riscus  ♀
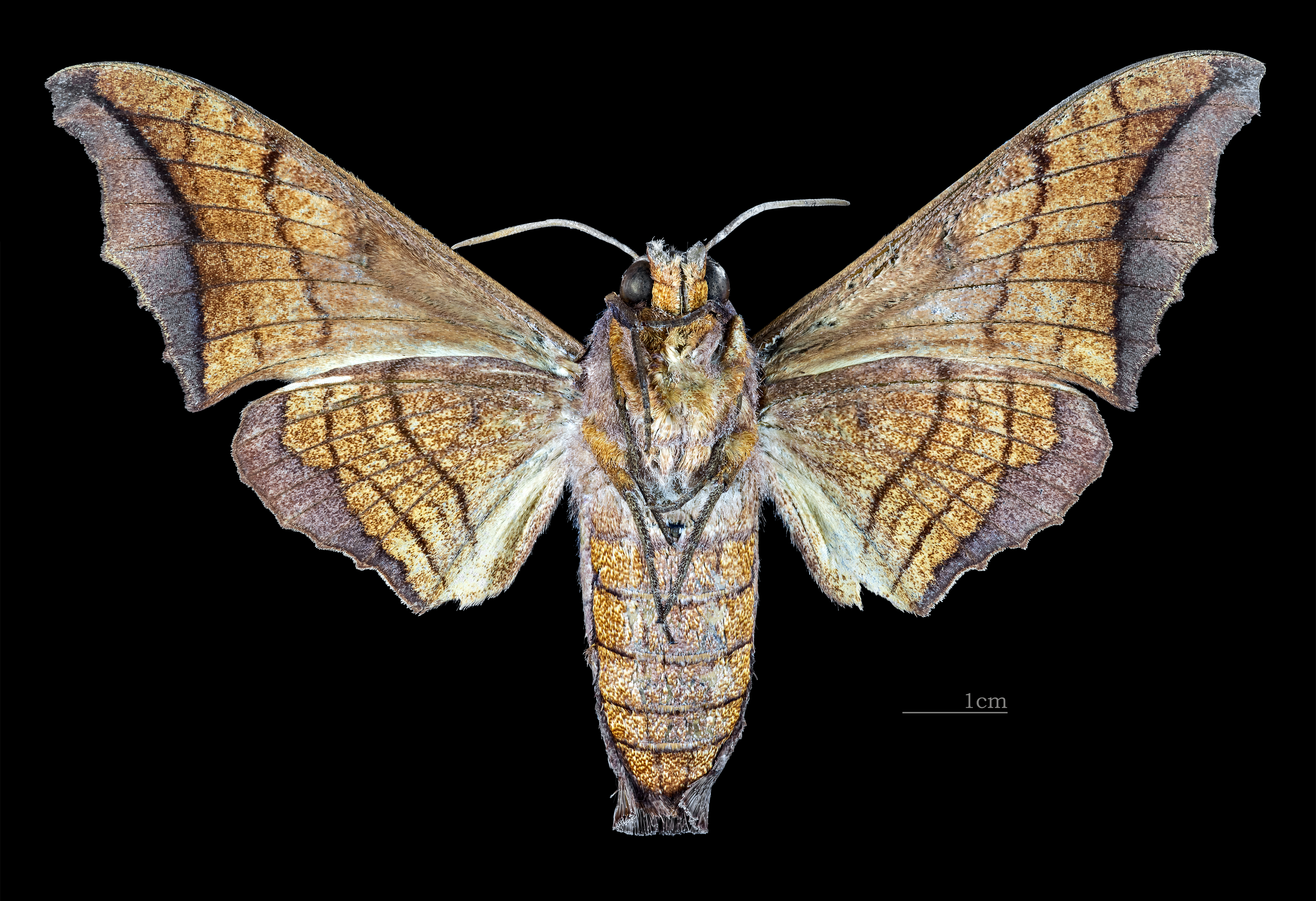
Nyceryx riscus ♀  △